# Harry Tjernberg
Karl Villy Harry Tjernberg, född 9 april 1923 i Alnö, död 5 september 2009, var en svensk jurist som var lagman i Lycksele tingsrätt från 1979 till 1984 och i Jakobsbergs tingsrätt från 1984 till sin pensionering 1990.
Tjernberg avlade juris kandidatexamen vid Uppsala universitet 1952. Han utsågs till lagman i Lycksele tingsrätt 2 november 1978 efter att tidigare varit rådman i Stockholms tingsrätt Den 5 april 1984 utsågs han till lagman i Jakobsbergs tingsrätt. 